# Prominent Hill Mine
Prominent Hill Mine är en gruva i Australien. Den ligger i delstaten South Australia, omkring 650 kilometer nordväst om delstatshuvudstaden Adelaide. Prominent Hill Mine ligger 214 meter över havet.
Trakten runt Prominent Hill Mine är nära nog obefolkad, med mindre än två invånare per kvadratkilometer.. Det finns inga samhällen i närheten.
Omgivningarna runt Prominent Hill Mine är i huvudsak ett öppet busklandskap. Genomsnittlig årsnederbörd är 193 millimeter. Den regnigaste månaden är februari, med i genomsnitt 42 mm nederbörd, och den torraste är september, med 3 mm nederbörd.